# Zwartgespikkelde glasvleugelwants
De zwartgespikkelde glasvleugelwants (Brachycarenus tigrinus) is een wants uit de familie glasvleugelwantsen (Rhopalidae). De soort werd voor het eerst wetenschappelijk beschreven door Franz Xaver Fieber in 1836.

## Uiterlijk
De zwartgespikkelde glasvleugelwants heeft een strogele kleur met zwarte patronen. Deze zijn te vinden op de kop (vooral rond de ogen). Het halsschild, poten en hemi-elytrum (de deels verharde voorvleugel) hebben zwarte spikkels. Het strogele scutellum (schildje) heeft aan de bovenkant een zwart patroon. De kop van de dieren is korter en minder puntig dan die van de vertegenwoordigers van de geslachten Rhopalus en Stictopleurus. Net als bij de meeste andere wantsen uit de familie is van het hemi-elytrum het corium (het middelste deel van de voorvleugel) transparant. De lengte is 6,2 – 7 mm.

## Verspreiding en habitat
De zwartgespikkelde glasvleugelwants komt voor in Europa van Scandinavië tot in het Middellandse Zeegebied en naar het oosten tot in China. Hij is in de tweede helft van de 20e eeuw geïntroduceerd in het oosten van Noord-Amerika. Hij heeft een voorkeur voor droge en warme leefgebieden, vooral met zandgronden.

## Leefwijze
De zwartgespikkelde glasvleugelwants leeft fytofaag op verschillende soorten voedselplanten en zuigt aan de op de bodem gevallen zaden. De belangrijkste voedingsplanten komen uit de kruisbloemenfamilie (Brassicaceae), zoals Berteroa, kruidkers (Lepidium), boerenkers (Thlaspi), herderstasje (Capsella). Volwassen wantsen zijn ook op planten gevonden uit andere families namelijk de amarantenfamilie (Chenopodiaceae) en de vlinderbloemenfamilie (Fabaceae). De volwassen wants overwintert in coniferen, heide, de strooisellaag, onder bladrozetten. In augustus verschijnt de nieuwe volwassen generatie.